# Gustav Svensson
Gustav Svensson (Göteborg, 9 februari 1987) is een Zweeds voetballer die doorgaans als middenvelder speelt. Hij verruilde Guangzhou R&F in januari 2017 voor Seattle Sounders. Svensson debuteerde in 2009 in het Zweeds voetbalelftal.

## Carrière
Svensson stroomde in 2006 door vanuit de jeugd van IFK Göteborg. Nadat hij uitgroeide tot basisspeler, kwam hij meer dan honderd keer uit voor de Zweedse club. Hiermee won hij zowel het landskampioenschap, de nationale beker als de supercup. Svensson verruilde Göteborg in augustus 2010 voor Bursaspor, de kampioen van de Süper Lig in het voorgaande seizoen.

## Clubstatistieken
| Seizoen | Club               | Land             | Competitie          | Duels | Goals |
| ------- | ------------------ | ---------------- | ------------------- | ----- | ----- |
| 2006    | IFK Göteborg       | Zweden           | Allsvenskan         | 5     | 1     |
| 2007    | IFK Göteborg       | Zweden           | Allsvenskan         | 22    | 1     |
| 2008    | IFK Göteborg       | Zweden           | Allsvenskan         | 27    | 3     |
| 2009    | IFK Göteborg       | Zweden           | Allsvenskan         | 29    | 2     |
| 2010/11 | IFK Göteborg       | Zweden           | Allsvenskan         | 18    | 1     |
| 2010/11 | Bursaspor          | Turkije          | Süper Lig           | 16    | 0     |
| 2011/12 | Bursaspor          | Turkije          | Süper Lig           | 12    | 0     |
| 2012/13 | Tavrija Simferopol | Oekraïne         | Premjer Liha        | 11    | 0     |
| 2013/14 | Tavrija Simferopol | Oekraïne         | Premjer Liha        | 10    | 0     |
| 2014    | IFK Göteborg       | Zweden           | Allsvenskan         | 24    | 0     |
| 2015    | IFK Göteborg       | Zweden           | Allsvenskan         | 28    | 1     |
| 2016    | Guangzhou R&F      | China            | China Super League  | 28    | 0     |
| 2017    | Seattle Sounders   | Verenigde Staten | Major League Soccer | 37    | 2     |
| 2018    | Seattle Sounders   | Verenigde Staten | Major League Soccer | 26    | 3     |
| 2019    | Seattle Sounders   | Verenigde Staten | Major League Soccer | 26    | 1     |
| Totaal  | Totaal             | Totaal           | Totaal              | 319   | 15    |

## Interlandcarrière
Svensson maakte op 24 januari 2009 zijn debuut in het Zweeds voetbalelftal. Bondscoach Lars Lagerbäck gaf hem toen een basisplaats als middenvelder in een met 3–2 verloren oefeninterland in en tegen de Verenigde Staten. Nadat hij zes dagen later ook nog een paar minuten mocht invallen tegen Mexico, moest hij wachten tot 17 november 2015 op zijn volgende wedstrijd als international. Bondscoach Erik Hamrén gunde hem vervolgens in vier maanden vier keer speeltijd. Bondscoach Janne Andersson maakte Svensson vanaf september 2017 een regelmatige international. Andersson nam hem ook op in de Zweedse selectie voor het WK 2018, zijn eerste eindtoernooi. Svensson kwam hierop drie keer in actie, waarvan één keer als basisspeler. Na het toernooi speelde hij regelmatig in de UEFA Nations League 2018/19 en de kwalificatie voor het EK 2020.

## Erelijst
| Competitie           | Aantal       | Jaren         |              |              |
| IFK Göteborg         | IFK Göteborg | IFK Göteborg  | IFK Göteborg | IFK Göteborg |
| -------------------- | ------------ | ------------- | ------------ | ------------ |
| Kampioen Allsvenskan | 1x           | 2007          |              |              |
| Beker van Zweden     | 2x           | 2008, 2014/15 |              |              |
| Supercupen           | 1x           | 2008          |              |              |
| Seattle Sounders     |              |               |              |              |
| MLS Cup              | 1x           | 2019          |              |              |